# Journée internationale pour la protection de l'éducation contre les attaques
La journée internationale pour la protection de l'éducation contre les attaques est un évènement institué en mai 2020 par l'Assemblée générale des Nations unies pour défendre le droit à l'éducation, notamment dans les zones de conflits, où les lieux d'enseignement, les élèves et les enseignants sont victimes de violences au mépris du droit international humanitaire. La célébration est fixée au 9 septembre. Cette mesure est liée à la Déclaration sur la sécurité dans les écoles de 2015.

## Origine
Plusieurs actions coordonnées entre gouvernements visent à limiter les effets de la guerre sur les civils et plus particulièrement sur les personnes de moins de 18 ans. En 2015, plusieurs dizaines d'États signent la Déclaration sur la sécurité dans les écoles pour mieux protéger les lieux d'éducation (par exemple les écoles et universités) ainsi que les élèves et enseignants contre les conséquences de la guerre.
En 2020, la République centrafricaine devient le premier État du continent africain qui inscrive dans le code pénal l'occupation militaire d'un lieu éducatif. La même année, un débat international présidé par le Niger auprès du Conseil de sécurité est entièrement dévolu à la protection de l'éducation contre les attaques. En amont de ce débat, l'assemblée générale des Nations unies institue, à l'unanimité, la première Journée internationale pour la protection de l’éducation contre les attaques par la résolution A/RES/74/275.

## Contenu
La résolution de l'assemblée générale cite plusieurs traités et efforts internationaux relatifs au droit à l'éducation et elle rappelle que ce droit est applicable « dans les situations d’urgence, dans laquelle elle a condamné les actes visant délibérément des civils dans les situations de conflit armé, y compris des écoliers, des étudiants et des enseignants, ainsi que les attaques contre des biens de caractère civil tels que les établissements d’enseignement, en violation du droit international ». La résolution met l'accent sur l'accès à l'éducation pour les enfants et, en particulier, pour les filles, car les conflits armés génèrent de graves violences provoquant la déscolarisation des jeunes ; en outre, les filles sont victimes de violences fondées sur leur genre dans le cadre de leur vie scolaire. La même résolution relève « l’aggravation des attaques qui visent les établissements d’enseignement en tant que tels, leurs élèves et leurs enseignants, en violation du droit international humanitaire ».
La résolution, en instituant la journée internationale pour la protection de l'éducation contre les attaques, « réaffirme le droit à l’éducation pour tous et l’importance qu’il y a, dans les situations d’urgence humanitaire, à assurer la sécurité des établissements scolaires, à mettre en place des conditions propices à l’apprentissage et à dispenser un enseignement de qualité à tous les niveaux, y compris pour les filles ».
L'Assemblée générale des Nations unies, dans la résolution A/RES/74/275, désigne l'UNESCO et l'UNICEF comme co-facilitateurs pour la célébration annuelle de cette journée.

## Bilan et conséquences

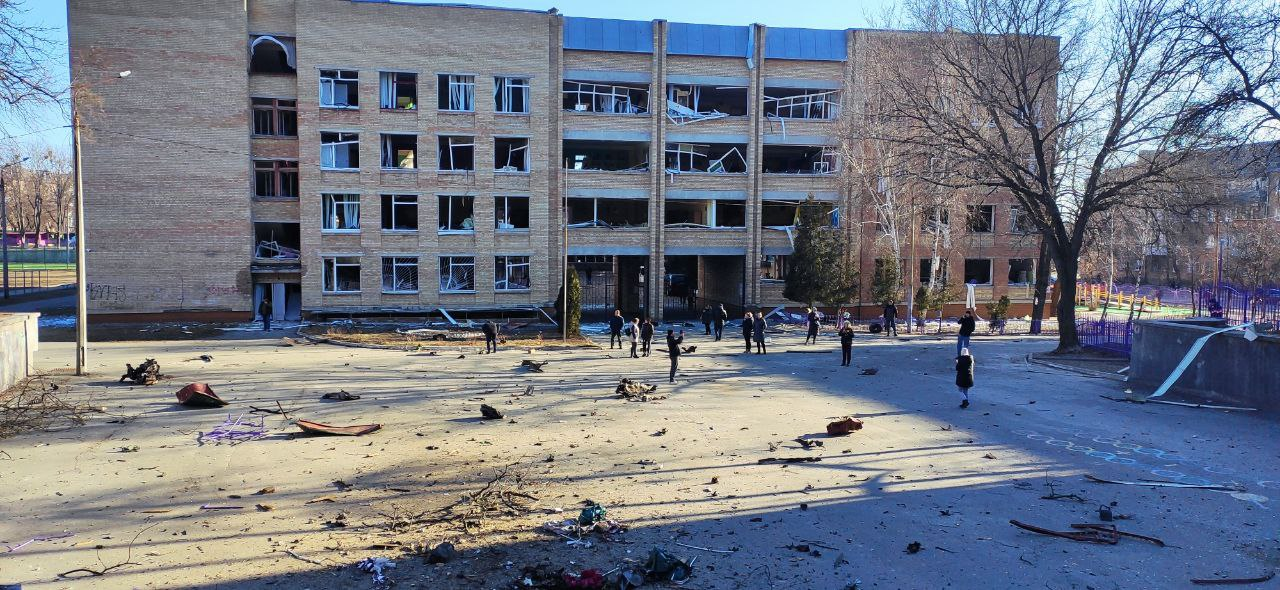
Bâtiment scolaire détruit à Kiev, mars 2022.

En 2022, selon l'Unicef, « l'Afrique centrale et de l'Ouest abrite près d'un quart des enfants non scolarisés dans le monde », soit 57 millions d'enfants, d'adolescents et de jeunes, sur un total mondial de 236 millions d'enfants non scolarisés. Des « violences incessantes » provoquent des exodes et plus de 12 400 écoles sont « fermées d'ici la fin de l'année scolaire 2021-22 ». Les organisations humanitaires, à la veille de la journée internationale, « appellent les gouvernements, les forces armées, les autres parties aux conflits et la communauté internationale à prendre des mesures concertées pour mettre fin aux attaques et aux menaces contre les écoles, les élèves et les enseignants, ainsi qu'à renforcer le soutien durable à un apprentissage de qualité pour chaque enfant de la région ».
En septembre 2023, en amont de la journée internationale pour la protection de l'éducation contre les attaques, la Coalition mondiale pour protéger l'éducation contre les attaques (GCPEA) signale la « hausse alarmante des attaques contre l’éducation dans le monde » : « plus de 3 000 attaques contre l’éducation ont été recensées en 2022, soit une augmentation de 17 % par rapport à l’année précédente » et « plus de 6 700 élèves et enseignants auraient été tués, blessés, enlevés, arrêtés ou autrement affectés par des attaques contre l'éducation en 2022, soit une augmentation de 20 % par rapport à 2021 ».